# エルヴィス・ヴェルムラン
エルヴィス・ヴェルムラン（Elvis Vermeulen、1979年4月5日 - ）はフランス、サンリス（オワーズ県）出身のラグビー選手。ナンバーエイトとして、フランス代表とASMクレルモン・オーヴェルニュでプレーしている。

## キャリア

### クラブ
- -2001　CAブリーヴ　CS Brive
- 2001-    　ASMクレルモン・オーヴェルニュ　ASM Clermont Auvergne

### フランス代表
2001年6月16日のニュージーランド戦で初キャップ。2007年のワールドカップで代表に招集されたが、椎間板ヘルニアで外科手術が必要となり、大会を棄権せざるを得なかった。

## タイトル

### クラブ
- Top14準優勝：2007。
- 欧州チャレンジカップ優勝：2007。

### フランス代表
- 8セレクション。
- 1トライ、5得点。
- 年ごとのセレクション：2(2001)、1(2003)、3(2006)、2(2007)。